# Ekvivalent serieresistans

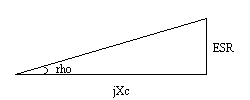
En förenklad grafisk representation av ESR

Ekvivalent serieresistans eller ESR är en parameter som beskriver kondensatorers prestanda med avseende på hur kortslutna, dvs lågimpediva, de kan bli. ESR specificeras ofta vid 1 kHz och avser då den tangentiella kvoten mellan ESR och reaktansen för kondensatorn vid den frekvensen. 
ESR är mest intressant för elektrolytkondensatorer. Men är även intressant för övriga typer av kondensatorer även om förlusten då mest brukar anges som tangens för rho (och inte som specifik resistans). För elektrolytkondensatorer gäller att ESR brukar öka med tiden, inte sällan med viss linjäritet. Efter tillräckligt lång tid brukar kondensatorerna av denna typ bli så dåliga att till sist slutar apparaten att fungera. Det är vanligt att man i elektronik som är 20-30 år gammal måste byta många elektrolytkondensatorer för att kunna starta apparaten igen. 
Andra parametrar som påverkas av åldring är kondensatorns kapacitans, förmågan att hålla laddning, samt läckaget som laddar ur den. Det är främst läckströmmen IL och just ESR som man tittar på för att bedöma om en kondensator fortfarande håller måttet. Dess är för vissa värden enklare att mäta än kapacitansen direkt.
Reaktansen för en kondensator kan skrivas:
{\displaystyle Xc={\frac {1}{2\pi fC}}}
Där kapacitansen C är i Farad och frekvensen f i Hz.
Reaktansen fås i ohm och betecknas med stora omega {\displaystyle \Omega }.
Tangens för vinkeln rho {\displaystyle \rho } är:
{\displaystyle \tan(\rho )={\frac {\mathrm {ESR} }{Xc}}}
Ur ovanstående ekvation kan man alltså lösa ESR för godtyckligt rho och vice versa.